# 劉永澄
劉永澄（1576—1612），字静之，號練江，南直隶扬州府宝应县人，明朝政治人物。

## 生平
年八岁，讀宋文丞相天祥《正气歌》，设位晨夕拜。万历二十二年（1594年）甲午科应天乡试舉人，二十九年（1601年）辛丑科進士，改顺天教授，迁国子监学正，虽官闲曹，日讨论累朝典章、名臣言行，凡六曹九边职事、掌故、形势、厄塞及兵马钱谷之数，皆得其要领。与顾宪成、高攀龙、刘宗周、文震孟友善，座主李廷机为礼部尚书，奉诏条弭灾数事，永澄规以开言路，语甚切直。大学士沈鲤數咨以時事，永澄引狄仁杰处张昌宗、张九龄处李林甫故事，權奸聞而恶之。時督漕侍郎李三才虽与东林诸正人亲善，然性豪奢，供帐陈设甚盛，聞永澄至，尽撤之，其見惮如此。升兵部職方司主事，未任卒，年三十六。墓在塘西，文震孟为之状，高攀龙撰墓志铭，刘宗周撰《淮南賦》吊之，学者私谥曰「貞修先生」。著有《离骚纂注》、《劉子續言》。